# Músico

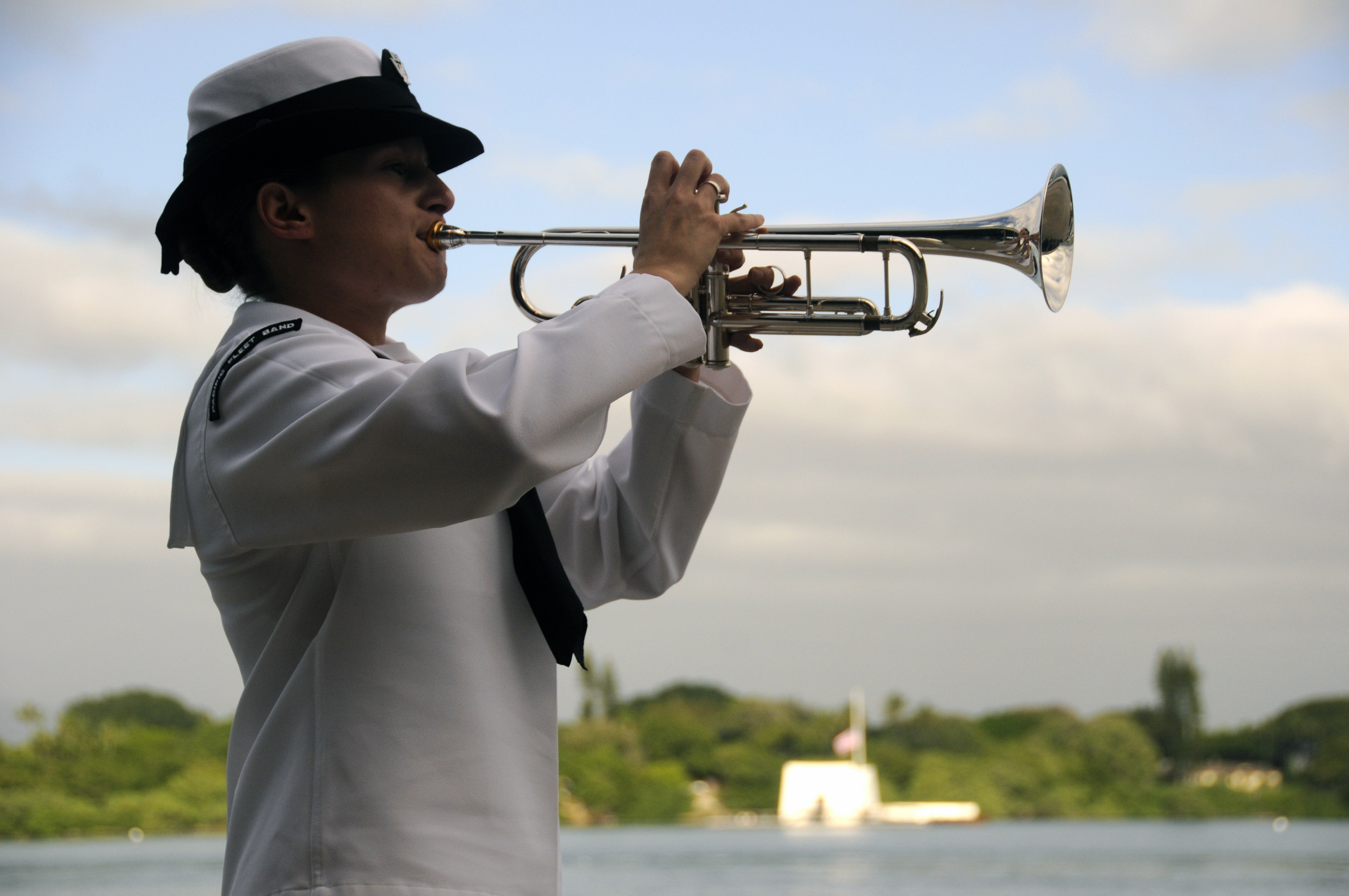
Marinera músico tocando la corneta.

Un músico (del griego: μουσική [τέχνη]; del latín: mūsicus) o musicante es una persona que toca un instrumento musical o produce una melodía utilizando su propia voz. Cualquiera que compone, dirige o interpreta música se denomina músico. A un músico que toca un instrumento musical también se le conoce como ejecutante o instrumentista.
Los músicos pueden especializarse en cualquier estilo musical, y algunos tocan una variedad de estilos diferentes según su cultura y sus antecedentes. Algunos ejemplos de las múltiples actividades que puede desarrollar un músico incluyen la interpretación, la dirección, el canto, la improvisación musical, la composición, los arreglos, la orquestación y la producción musical.
«Musicastro» es un nombre despectivo para referirse a un músico.

## Músicos formados

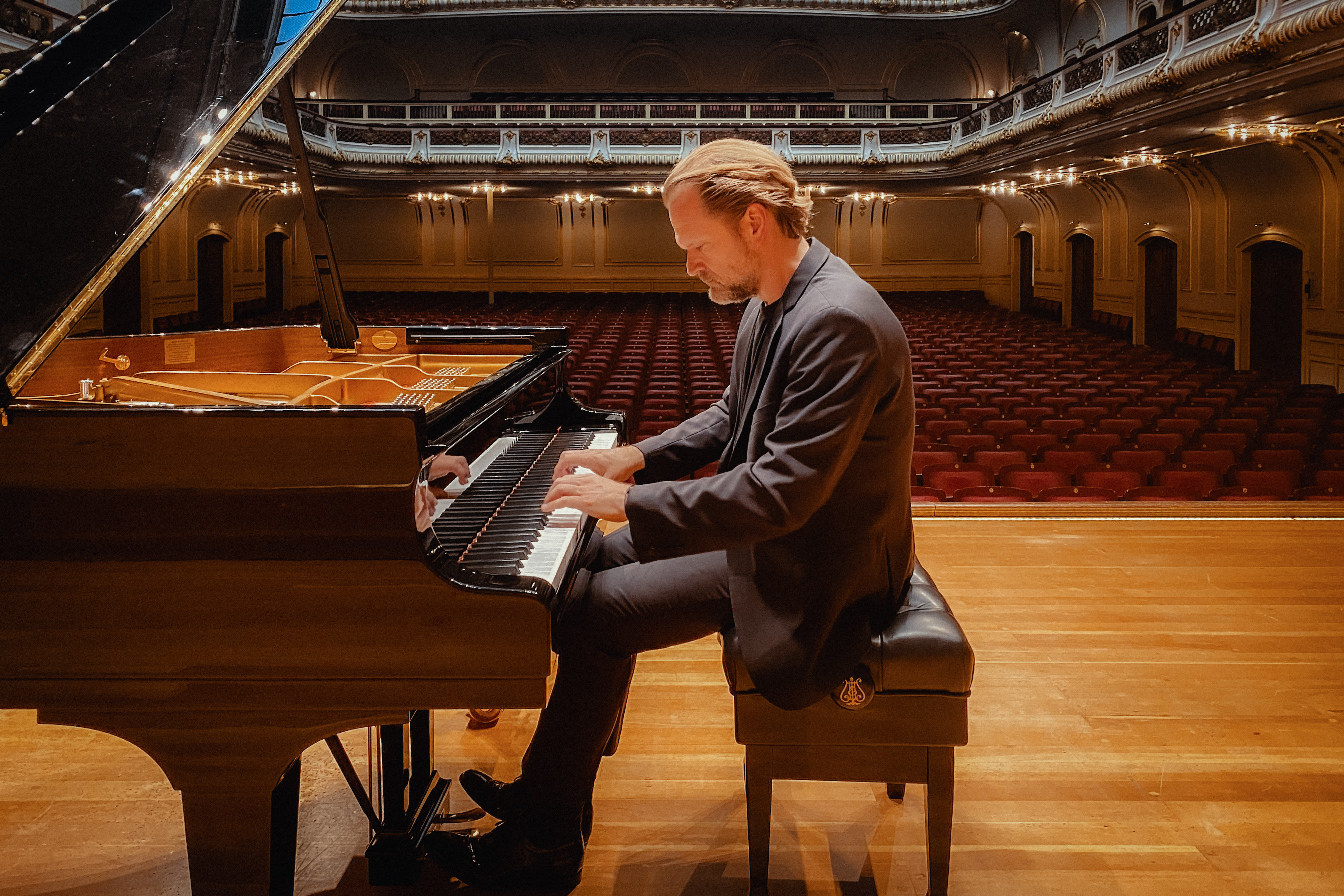
Músico tocando el piano

Son aquellos músicos que tiene estudios formales de música, en conservatorios musicales, centros de estudios de música, universidades, institutos o academias, a fin de desempeñarse como:
- Director de orquesta
- Compositor
- Instrumentistas (pianistas, violinistas, flautistas, cellistas, contrabajistas, percusionistas, guitarristas clásicos, etc.)
- Licenciados en música
- Profesores de música
- Crítico musical (no comprendiendo a los periodistas de espectáculos y farándula)
- Musicólogo
- Etnomusicólogo

## Músicos empíricos

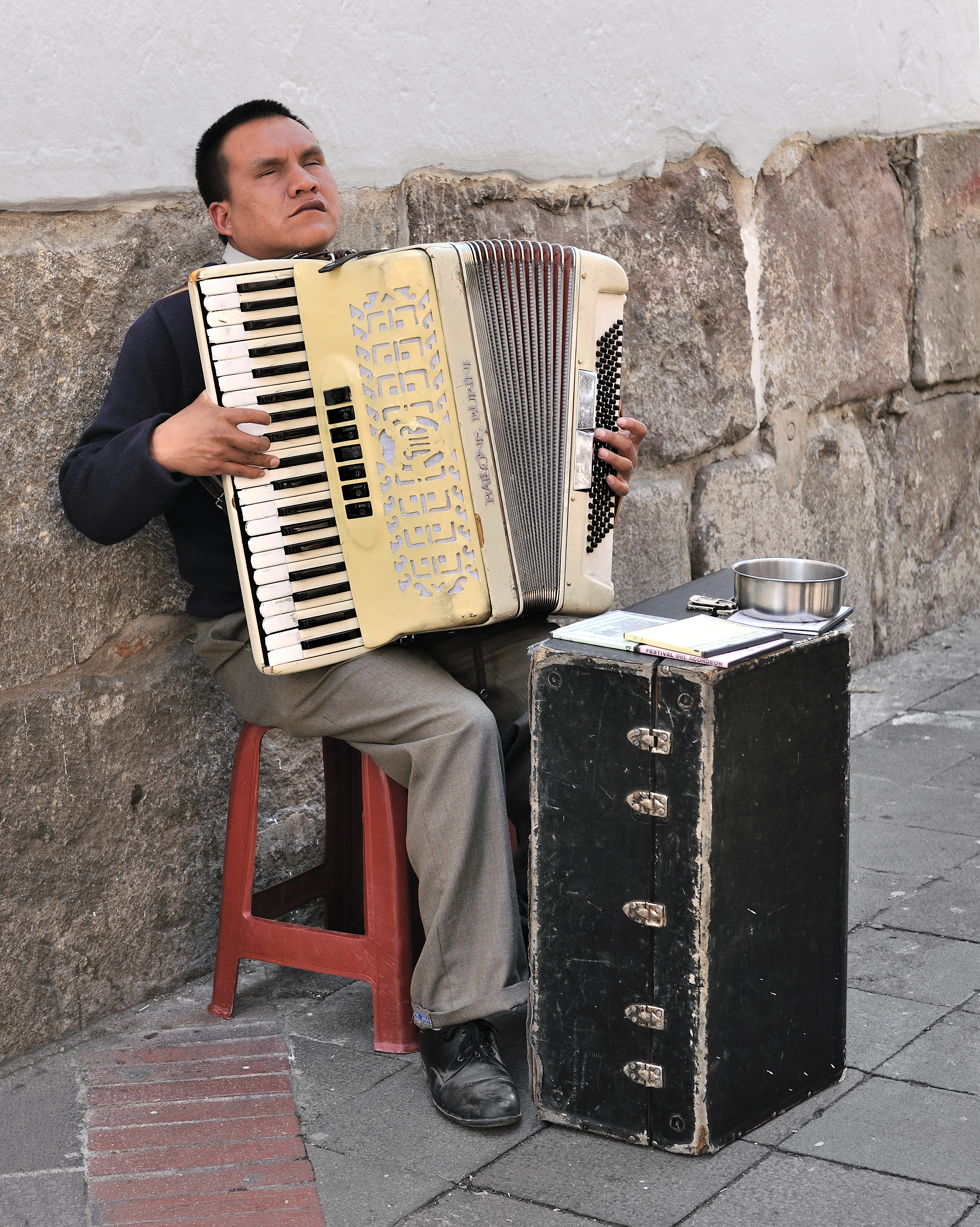
Músico ciego ejecutando el acordeón

Son aquellos músicos que, no poseyendo estudios formales de música, interpretan y componen de manera autodidacta. En ocasiones se les llama músicos aficionados, aunque no se debe confundir con aquellos músicos que, si bien tienen formación, interpretan su música de manera honoraria o amateur, es decir, sin recibir ningún beneficio económico a cambio. Muchos de los músicos empíricos, interpretan un instrumento como medio de subsistencia.

## Día del músico
Para los católicos, Santa Cecilia es la patrona de la música, de acuerdo a una bula del papa Gregorio XIII de 1594. La fiesta patronal se celebra el 22 de noviembre, fecha del fallecimiento de la mártir, la cual pasó a convertirse en la fecha de celebración del Día del Músico.